# Лью Бек (баскетболіст)
Лью Бек (англ. Lew Beck, 19 квітня 1922 — 25 квітня 1970) — американський баскетболіст.
Олімпійський чемпіон 1948 року.